# Мостище (Серго-Ивановское сельское поселение)
Мостище — деревня в Гагаринском районе Смоленской области России. Входит в состав Серго-Ивановского сельского поселения. Население — 23 жителя (2007). 
Расположена в северо-восточной части области в 14 км к юго-западу от Гагарина, в 8 км севернее автодороги М1 «Беларусь», на берегу реки Долгож. В 1 км западнее деревни расположена железнодорожная станция Серго-Ивановская на линии Москва — Минск. 

## История
В годы Великой Отечественной войны деревня была оккупирована гитлеровскими войсками в октябре 1941 года, освобождена в марте 1943 года. 